# Луїза Шарлотта Мекленбург-Шверінська
Луїза Шарлотта Мекленбург-Шверінська (нім. Luise Charlotte von Mecklenburg-Schwerin, 19 листопада 1779 — 4 січня 1801) — принцеса Мекленбург-Шверінська, донька великого герцога Мекленбург-Шверіна Фрідріха Франца I та саксен-альтенбурзької принцеси Луїзи, дружина принца Саксен-Гота-Альтенбургу Августа.

## Біографія
Луїза Шарлотта народилась 19 листопада 1779 року в родині принца Фрідріха Франца Мекленбург-Шверінського та його дружини Луїзи Саксен-Гота-Альтенбурзької. Дівчинка мала старшого брата Фрідріха Людвіга, згодом у неї з'явилися ще три молодші брати і сестра.
У 1785 році батько став герцогом Мекленбург-Шверіна.
Принцесу змальовували як яскраву білявку, не привабливу, трохи горбату, але дотепну, культурну й талановиту, із приємними манерами, хоча й надто відкритими для свого часу.
1 листопада 1795 року відбулися заручини Луїзи Шарлотти із королем Швеції Густавом IV Адольфом. Союз був спланований Густавом Ротерхольмом, фактичним регентом країни, який волів зберегти свій вплив на монарха завдяки обраній ним дружині. Король від початку був налаштований позитивно, заручини відсвяткували при дворах Швеції та Мекленбурга, ім'я Луїзи згадувалось у офіційному молебні у шведських церквах. Однак, імператриця Росії Катерина II хотіла бачити Густава IV Адольфа чоловіком своєї онуки Олександри Павлівни. До того ж, багато людей нагадували королю, що наречена, із якою він ще не зустрічався, не є красунею. У квітні 1796 Густав IV Адольф пристав на пропозицію «російського шлюбу» і зібрався до Петербургу. Нові заручини не відбулися, бо хоч онука імператриці й викликала у короля пристрасні почуття, він відмовився брати її за дружину, якщо вона й надалі сповідуватиме православ'я. Однак, і шлюб із Луїзою Шарлоттою теж не здійснився. Досягши повноліття, Густав Адольф розірвав із нею заручини та зробив пропозицію баденській принцесі Фредеріці. Обурений Фрідріх Франц I вимагав компенсації. Лише у 1803 році сторони дійшли згоди, коли, за договором в Мальме, Мекленбург-Шверіну відійшло шведське місто Вісмар.
Луїза Шарлотта, натомість, була видана заміж за принца Саксен-Гота-Альтенбургу Августа. Весілля відбулося 21 жовтня 1797 року в Людвігслюсті. Нареченій невдовзі виповнювалося 18, нареченому — 25. Шлюб був влаштований проти її волі і не став щасливим. Чоловік ображав її, і Луїза мала намір піти від нього. Однак, її родина цьому завадила. Наприкінці 1800 року народилась єдина дитина подружжя.
За два тижні після народження доньки Луїза Шарлотта пішла з життя. За півроку принц Август, зупинившись у Касселі, познайомився із донькою ландграфа Кароліною Амалією. Навесні 1802 року він узяв її за дружину. Подальшим вихованням маленької Луїзи займалася саме вона, оскільки спільних дітей подружжя не мало. 
Август у 1804 році став правителем Саксен-Гота-Альтенбургу.

## Родина
Чоловік — Август, герцог Саксен-Гота-Альтенбурзький
Діти:
- Луїза (1800—1831) — дружина герцога Саксен-Кобург Заальфельдського Ернста I, мала із ним двох синів; після розлучення вступила в таємний шлюб із бароном Александром фон Ганштейном.